# Пертінакс
Пертінакс (повне ім'я — Публій Гельвій Пертінакс, лат. Publius Helvius Pertinax; 1 серпня 126,Альба Помпея — 28 березня 193, Рим) — римський імператор у 193 році. Був наступником Коммода та першим імператором із вільновідпущеників. Правління імператора Пертінакса налічувало лише вісімдесят сім днів, проте за цей невеликий проміжок часу він намагався подолати усі негативні наслідки тиранічного правління свого попередника та владнати ситуацію в Римі.

## Ранні роки

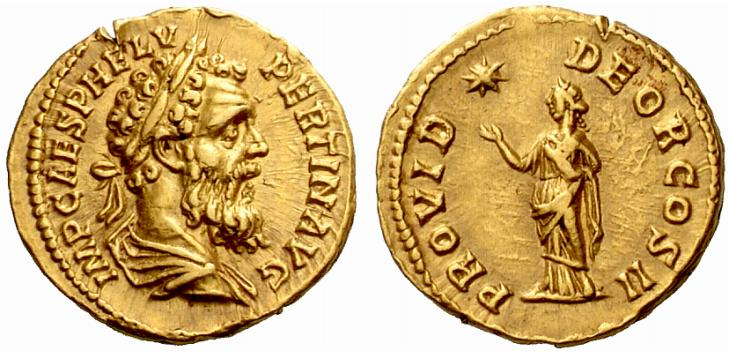
Ауреус Петрінакса

Юлій Капітолін, один із авторів «Історії Августів», стверджує, що батьком Пертінакса був вільновідпущеник Гельвій Сукцесс, який займався торгівлею вовни, а його патроном був  Лолліан Авіт, що скоріш за все й викупив Гельвія з рабства. Народився майбутній імператор 1 серпня 126 р. в Лігурії (Альба Помпеї). З його народженням пов'язана одна історія, а саме, після появи майбутнього імператора на світ, одне лоша вилізло на дах будинку, після чого недовго побувавши там, звалилося звідти та здохло. Після даного інциденту  стурбований батько попрямував до халдея, де останній «передбачив дитині велике майбутнє».
Оскільки батько не належав до знатного роду, то Пертінакс здобув лише ту освіту, якої вистачило б на проживання, саме тому після освоєння граматики та рахунку, яких його навчав викладач з Греції Сульпіций Аполларій, він став вчителем та почав самостійно викладати граматику. Через те, що цей вид заробітку не відповідав його фінансовим потребам, Пертінакс вирішив податися у військову службу.

## Військово-політична кар'єра
Відповідно до джерела «Історія Августів», за допомогою консуляра Лолліана Авіта, що був патроном батька, Пертінакс домігся посади центуріона, після чого, без жодного військового досвіду, вирушив до Сирії як начальник когорти, а за даними Діона Кассія, завдяки Клавідію Помпеяну, Пертінакс став кавалерійским трибуном.
Незадовго до завершення Парфянської війни (приблизно 162—166 р.), де Пертінакс відзначився та «вислужився завдяки своєму прагненню», він отримав нове, важливе командування: його зробили трибуном одного з британських легіонів, з напису Брюля ми знаємо, що він служив у Шостому легіоні Victrix, який дислокувався в Йорку в Британії (165 р.)
Згодом, приблизно у 167 р. він командував кінним загоном у Мезії. В  «Історії Августів» та на Брюльському написі йдеться про те, що наступним етапом в його кар'єрі було керівництво розподілом продовольства Емілієвою дорогою, що була цивільною посадою та відрізнялася від попередніх військових. Протягом наступного року він командував німецьким  флотом. Згодом його перевели в Дакію, де через невиявлену причину він викликав підозри у тодішнього імператора Марка Аврелія та був відсторонений від посади, котра не вказується у джерелах та є невизначеною. Пізніше Публій Пертінакс був знову прийнятий на службу завдяки зятю Марка, Клавдію Помпеяну, таким чином ставши «помічником з командування військовими частинами». Заслуживши схвалення на цій посаді Пертінакс був зарахований до Сенату.
Оскільки Марку Аврелію довелося вести велику війну вздовж Дунаю, йому були потрібні досвідчені офіцери, такі як Пертінакс, тому після його нових успіхів імператор «дав йому звання колишнього претора та поставив на чолі першого легіону». Відразу після отримання цього звання Публій захистив Ретійські області та Норік від ворогів, вже « за виявлене тут видатне прагнення» приблизно в 175 р., Публій Пертінакс отримав консульську владу.

Завдяки своїй завзятості, Пертінакс поступово підіймався по кар'єрній драбині, тому згодом здобув прихильність Марка Аврелія, котрий, здається, пошкодував, що зробив його сенатором, оскільки Пертінакс міг би зайняти дуже важливу посаду преторіанського префекта (посада командувача імператорської гвардії, котру сенатори не мали права займати):
"Пертінакс дуже часто отримував похвали від Марка і на солдатських зборах, і в сенаті, і Марк відкрито висловлював жаль, що він не може призначити Пертінакса префектом преторія, тому що той є сенатором ".
Публій Пертінакс був воєначальником, що повинен був придушити повстання полководця Авідія Кассія у 175 р. , проте потреба у цьому не виникла, оскільки Кассій був вбитий своїми ж солдатами. Вже після цього повстання римляни знову були втягнуті у прикордонну війну на Дунаї, через що Пертінакс вирушив на цю територію, згодом він отримав владу управляти Нижньою Мезією (176—177), Верхньою Мезією (177) і Дакією (177—179).
Після смерті Марка Аврелія у 180 р., імператором став його син Коммод, і вже у перші роки правління Коммода Пертінакс був призначений керувати багатою провінцією-Сирією, тобто фактично був назначений верховним командувачем римських військ на Близькому Сході, що вважалося доволі престижною посадою, оскільки її колись обіймали Луцій Вер і Авідій Кассій.
Ще до управління Сирією Пертінакс пристрастився до грошей, через що його почав висміювати народ, тому префект преторіанства Секст Тігідій Перенніс наказав йому покинути місто та відправитися в Лігурію, тобто змусив покинути громадське життя. Через три роки проживання в Лігурії та заняття торгівлею «Там він пробув три роки і за посередництвом своїх рабів займався торгівлею», Коммод відкликав Пертінакса в Британію, де він утримував воїнів від будь-яких заколотів, оскільки ситуація у війську була неоднозначною настільки, що вони були готові проголосити імператором будь-кого. За «Історією Августів» майбутній імператор відстоював дисципліну у війську, за що легіони до нього вороже ставилися, та утихомирював заколоти у Британії проти Коммода, зазнаючи при цьому величезної небезпеки, оскільки одного рану мало був не убитий під час заколоту легіону.
Після прохання відкликати його з Британії, Пертінакса було назначено проконсулом Африки з 188 до 189 де він « витерпів безліч заколотів», а згодом і префектом Рима, де відзначився своїм підходом до управління « показав найбільшу м'якість і людяність, чим дуже догодив самому Коммоду», а в 192 р. Публій Гельвій Пертінакс вже вдруге обіймав посаду консула.

## Вбивство Коммода
Відповідно до праці Діона Кассія, роки імператорства Коммода супроводжувалися спустошенням казни та величезними розкраданнями, а замість того, щоб займатися державними справами, він віддавав перевагу розвазі, вбивствам тварин та видатних людей, прославленню себе як великого імператора та навіювання страху серед населення. Через проблематичність правління Коммода, префект преторіанської гвардії Квінт Емілій Лает, коханка Коммода Марсія та його камергер Еклект у 193 р. вирішили позбутися імператора спочатку отруївши його, а потім підіслали атлета Нарциса придушити під час купання. Згідно з "Історії Августів " Пертінакс брав безпосередньо участь у зговорі вбити Коммода:
«У цей час Пертінакс не ухилився від участі в задумі вбити Коммода, про який повідомили інші».
Лает та Еклект бажали бачити Пертінакса на імператорському троні, тому одразу після вбивства відіслали своїх людей до Пертінакса, щоб розповісти про вчинене, проте він не одразу повірив їм, тому відправив свою людину задля підтвердження факту смерті Коммода. Тільки переконавшись у загибелі імператора, Пертінакс вирушив до табору преторіанської гвардії, де його проголосили імператором (1 січня 193 р). Хоч спочатку нова персона на імператорському троні не викликала великого ентузіазму, проте після наступних слів що були сказані перед сенатом, всі впевнилися в правильності вибору та віддавали щиру похвалу, тому обрали його на посаду належним чином: 
«Воїни проголосили мене імператором, але я не шукаю цієї посади і сьогодні ж відмовлюся від неї як через свій похилий вік і слабке здоров'я, так і у зв'язку з обтяжливим станом державних справ».

## Імператорство
У момент приходу Пертінакса до влади, казна країни перебувала в скрутному становищі, якщо точніше, то в ній залишилося лише двісті п'ятдесят тисяч денаріїв. З метою владнати фінансові питання, Пертінакс розпочав продаж статуй, зброї, коней, одягу Коммода, майно вільновідпущеників, а також «його хлопців та наложниць», яких Коммод утримував для своїх сексуальних утіх. Усе, що стосувалося улюблених Коммодом гладіаторських боїв та змагань, було виставлено на торги.  Крім того, він ввів межі витрат імператорського двору на бенкети, чим  скоротив затрати вдвічі. Таким чином, зібравши певну частину коштів, Пертінакс виплатив ще обіцяну Коммодом частину коштів преторіанцям, а народу роздав по сотні денаріїв кожному. З метою зменшити витрати вдвічі, порівняно зі звичайними, імператор вирішив своїм прикладом ощадливої людини заохотити народ ввести помірність у своє повсякденне життя, чим добився того, що народ став поміркованим, а життя подешевшало. У такий спосіб Пертінакс домігся того, що імператорська казна могла витримати будь-які витрати:
«За прикладом імператора, який виявляв ощадливість, усі стали поміркованими, внаслідок чого життя подешевшало: адже усунувши непотрібні витрати на імператорський двір, він зменшив витрати вдвічі проти звичайного».
Про реформи Пертінакса та його підхід до правління Діон Кассій писав так:
«І негайно все, що раніше було неправильно і в безладі, він знову повернув у правильний стан; бо імператор виявив не тільки людинолюбство і юридичне мислення, але також найвищий рівень адміністративної майстерності та найсумліннішу турботу про загальне благо».
Всі відняті землі Коммодом він повернув колишнім власникам, а також рабів, що задля служіння імператору перейшли з приватних будинків до палацу. Переслідування за образу імператора були припинені, а спійманих та засланих було повернуто додому, пам'ять померлих за дані дійства була реабілітована. Після того, як держава мала достатньо коштів, Пертінакс заплатив багатьом платню за минулі рази, й до того ж виділив кошти на ремонтування доріг та організацію громадських робіт. Усі його нововведення посприяли підвищенню рівня життя різних прошарків населення, але навіть попри це, великою повагою він не користувався, відповідно до записів Юлія Капітоліна:
«Всі ті, хто висловлювався вільно, погано відгукувалися про Пертінакса, називали його хрестологом, який добрий на словах, а насправді поганий».
Також, згідно з «Історія Августів», Пертінакс наказав віднести сенаторів, які отримали посаду претора номінально, до нижчого розряду проти тих, хто обіймав посаду претора по-справжньому, а також наказав переглянути цензові списки, чим викликав у багатьох величезну ненависть до себе, оскільки своїми діями він зробив тяжчу процедуру досягнення консулату.

Загалом народ перестав відчувати страх та почав насолоджувалися свободою, оскільки після  тиранічного правління Коммода розпочинається володарювання «демократичного» Пертінакса:
«У загальній думці Пертінакс і Коммод мали настільки різну репутацію…….Вони (народ) не те що не хотіли, щоб це було правдою, але більше боялися здаватися тими, хто бажав смерті Коммоду, ніж не підтримав Пертінакса. Останнього не боявся навіть ніхто з тих, які здійснили подібний промах, а страх перед Коммодом відчували всі, навіть ні в чому не винні».
Відповідно до Діона Кассія, після приходу до влади Пертінакса воїнам тепер не було дозволено займатися грабунком, а імператорським вільновідпущеникам — бешкетувати. Незадоволення військових поступово наростало, особливо їх обурило руйнування статуй, а разом з ними й пам'ять про Коммода. Гвардійці боялися служити під керівництвом Пертінакса, оскільки він мав на меті дисциплінувати армію, тому 3 січня 193 р., вони прагнули поставити на чолі Римської держави Тріарія Матерна Ласцівія, проте він втік з Риму, перед цим відвідавши Пертінакса у Палатинському палаці.
Після першої спроби скинути Пертінакса з імператорського трону, розпочалася друга, а саме, Лает разом з преторіанцями влаштували змову проти нього. Коли імператор перебував в Остії для перевірки вантажу зерна, преторіанці обрали імператором консула Фалькона, оскільки він дуже відрізнявся і знатністю, і багатством, і збиралися привести його в табір, проте Пертінакс дізнався про це і повернувся у місто. Коли сенатори були готові вже назвати Фолькона ворогом, Пертінакс підвівся і вигукнув: «Хай не станеться так, щоб хоча б один сенатор у моє правління був забитий, нехай навіть за справедливим обвинуваченням!». Так Фалькон  врятувався та залишився безкарним, дехто вважав, що він і не знав про задум передати йому консульську владу, тому дане питання залишається на розгляд.

## Вбивство Пертінакса
28 березня 193 р. загін гвардійців у 200 або 300  осіб увірвалися до імператорського палацу. Пертінакс, дізнавшись про їхнє наближення та маючи змогу втекти, не зробив цього. Як вказує Діон Кассій, Пертінакс вважав, що його вигляд устрашить, а мова переконає нападників відступити, саме тому він чекав нападу разом з Еклектом. Коли військові увійшли до палацу, вони зустрілися з великою мужністю імператора, через що зупинилися та зніяковіли, однак один вибіг та встромив меч у тіло зі словами: «Ось меч, який послали тобі воїни». Разом з імператором помер і Еклект, єдиний з поміж усіх, хто захищав та був вірний йому. Після вбивства військові відрубали Пертінаксу голову і поставили її на спис, пишаючись своїм діянням. Так загинув Публій Гельвій Пертінакс у віці 66 років, що правив всього вісімдесят сім днів. За короткий термін правління він спробував виправити плачевну ситуацію, що була наслідком правління Коммода, проте попри весь свій величезний досвід, він не розумів, що неможливо впорядкувати все відразу, не наражаючи себе на небезпеку, і що відновлення держави вимагає часу і мудрості.

## Сім'я
Пертінакс був одружений з Флавією Тіціаною, дочкою префекта міста Тита Флавія Сульпіціана. У них був син, якого також звали Публій Гельвій Пертінакс на честь батька, і донька, ім'я якої є невідомим. Коли Пертінакс прийшов до влади, він відмовився проголосити Цезарем свого сина, хоча сенат вже проголосував за це, та Авустою свою дружину. Він наполегливо відкидав обидві ці пропозиції, або з причини, що його влада ще недостатньо вкоренилася, або тому, що не хотів, щоб його дружина, що відрізнялася розпустою, заплямила ім'я Августи, а син, ще дитина, був розбещений величчю і очікуваннями, пов'язаними з ім'ям Цезаря, ще не отримавши освіти і виховання, імператор навіть не хотів селити його в палаці.
Після отримання імператорського престолу Пертінакс відмовився від своїх особистих володінь і поділив це майно між двома дітьми та наказав їм жити у діда Тита Флавія Сульпіціана. Там він відвідав їх лише кілька разів як батько, а не як імператор.